# Darkmere
 (janvier 2019).
Si vous disposez d'ouvrages ou d'articles de référence ou si vous connaissez des sites web de qualité traitant du thème abordé ici, merci de compléter l'article en donnant les références utiles à sa vérifiabilité et en les liant à la section « Notes et références ».
Darkmere: The Nightmare's Begun est un jeu vidéo d'action-aventure développé par Zero Hour et édité par Core Design, sorti en 1994 sur Amiga.
Dans un monde heroic fantasy, le joueur incarne le prince Ebryn dont le royaume est frappé par la malédiction de Darkmere. Équipé de la lame magique avec laquelle son père a autrefois vaincu le Grand Dragon, Ebryn part explorer le monde pour trouver la cause du mal et y remédier.
Le jeu a donné suite à Dragonstone en 1994.

## Système de jeu
Darkmere est un jeu d'action-aventure en 3D isométrique avec quelques ingrédients de jeu de rôle, à mi-chemin entre Cadaver des Bitmap Brothers et HeroQuest II de Gremlin Graphics. La progression repose sur l'exploration, la résolution d'énigmes et des combats. Le héros se dirige au joystick (ou au clavier) mais l'interface est largement basé sur des menus. Il y a de nombreux objets à collecter en explorant l'environnement et d'informations à récupérer en discutant avec des villageois ou des nymphes. Les combats sont basiques et peu variés. Les pouvoirs de l'épée peuvent être augmenté au cours du périple pour mieux vaincre les créatures malfaisantes (orques, dragons, ogres, rats, etc.).
Le périple se divise entre le village, la forêt et la caverne. Il peut se terminer en moins de cinq heures en connaissant la solution.

## Développement
Le projet est mené par le graphiste Mark K. Jones, ce qui est sa première expérience solo en la matière. Son travail inclut le game design, les graphismes, le scénario et les dialogues. Andrew J. Buchanan, Paul A. Hodgson et Stewart J. Gilray ont écrit le programme. Martin Iveson a composé la musique et les effets sonores. Richard Fox a dessiné les images d'intermèdes. Le jeu est produit par Jeremy Heath Smith de Core Design. Le développement s'est échelonné sur deux années.
Le monde de Darkmere est influencé par l'œuvre de J. R. R. Tolkien.

## Exploitation
Darkmere est favorablement reçu par la critique qui salue le charme de sa réalisation. On lui reproche des lourdeurs dans le système de jeu et le cheminement, notamment le manque d'intérêt des combats.
- Amiga Dream 88 % • Amiga Format 80 % • CU Amiga 79 %[réf. souhaitée]